# Карпанеда, Луиджи
Луиджи Артуро Карпанеда (итал. Luigi Arturo Carpaneda, 28 ноября 1925, Милан, Италия — 14 декабря 2011, там же) — итальянский фехтовальщик, чемпион летних Олимпийских игр в Мельбурне 1956, серебряный призёр летних Олимпийских игр в Риме 1960.
Чемпион ОИ 1956, серебр. призер ОИ 1960 в командном первенстве по фехтованию на рапирах.
На Олимпийских играх в Мельбурне (1956) выиграл золото в командной рапире. Через четыре года на Играх в Риме (1960) стал серебряным призером в той же дисциплине, когда итальянцы уступили в финале сборной СССР. Также в командной рапире становился чемпионом мира в Риме (1955) и бронзовым призером — в Париже (1957).
Заядлый яхтсмен — в 1981 г. он выиграл престижную регату Three Quarter Ton Cup. Избирался президентом итальянской федерации парусного спорта и пять раз был капитаном сборной Италии на командной регате «Кубок адмирала» (Admiral’s Cup).